# 单值化定理
数学上，曲面的单值化定理是说任何曲面上都有一个常高斯曲率的度量。事实上，在每一个给定的共形类中我们都可以找到一个常高斯曲率的度量。等价的說，用复分析的语言，任何单连通的黎曼曲面都共形等价於复平面、单位圆盘和黎曼球面三者之一。